# Roselyn Faleao
Roselyn Marie Faleao-Mulitalo (* 11. Juli 2000 in Pago Pago) ist eine amerikanisch-samoanische Beachhandballspielerin.

## Karriere
Roselyn Faleao startet für die CaBoom Athletic Club of Ili'ili. Die offensive Flügelspielerin und Spezialistin gehört zur Gründergeneration des Handballs, insbesondere des Beachhandballs, in Amerikanisch-Samoa. Sie gehörte zum Kader ihres Verbandes, der bei den U-17-Ozeanienmeisterschaften im Beachhandball gegen das favorisierte australische Team den Titel gewann und sich damit für die Olympischen Jugend-Sommerspiele 2018 qualifizierte. Auch in Buenos Aires gehörte Faleao zum Kader, der den elften Platz belegte.

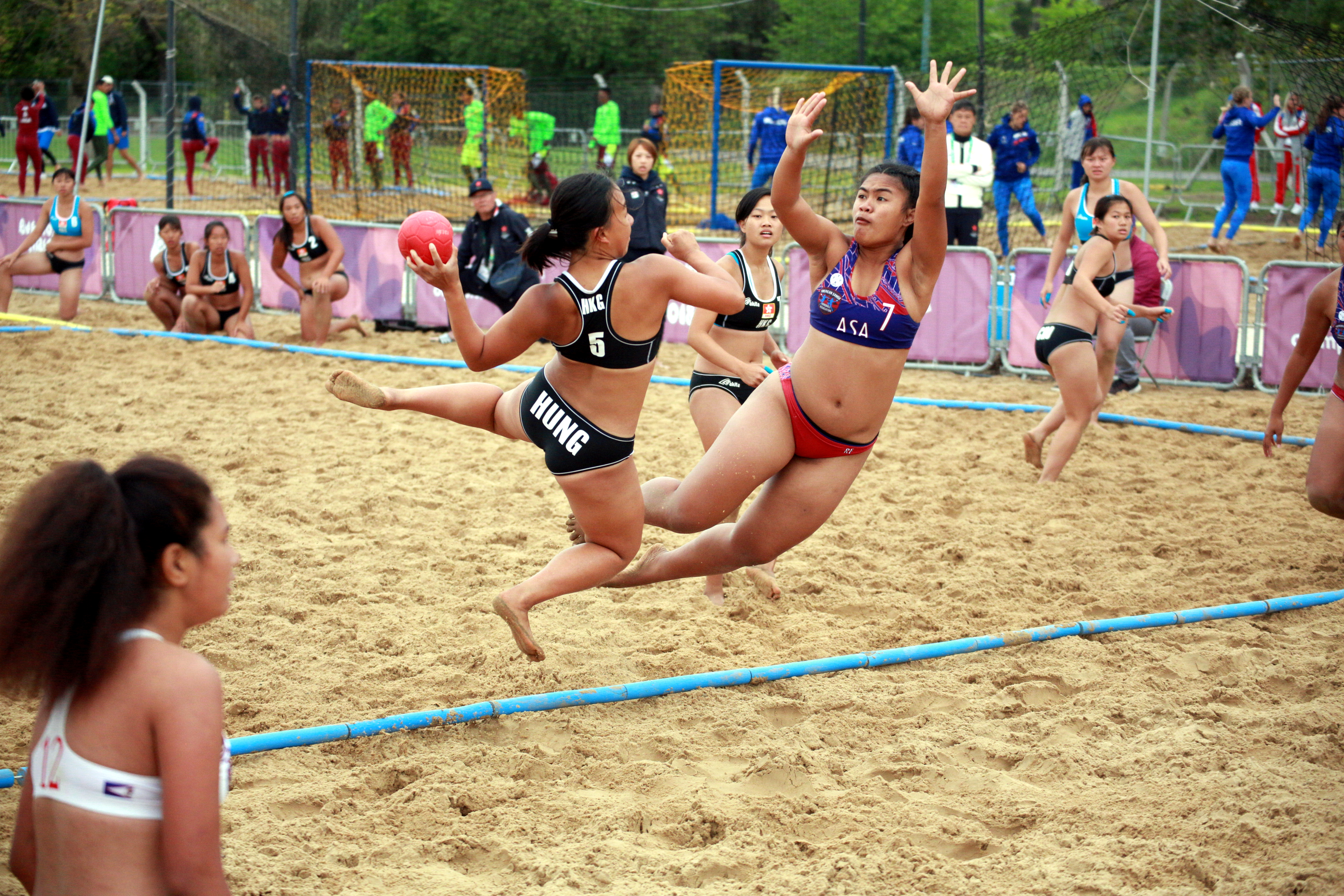
Roselyn Faleao wehrt gegen drei Gegnerinnen im Spiel gegen Hongkong in der Platzierungsrunde bei den Olympischen Jugendspielen 2018 ab

Im Jahr darauf gehörte Faleao zur A-Nationalmannschaft Amerikanisch-Samoas. Bei den kontinentalen Meisterschaften Ozeaniens 2019 und den parallel ausgetragenen Australischen Meisterschaften, bei denen die Mannschaft aus Amerikanisch-Samoa als Vereinsmannschaft antrat, gewann das Team in beiden Wettbewerben die Silbermedaillen. Im Rahmen der kontinentalen Meisterschaften musste sich die Mannschaft von Amerikanisch-Samoa einzig Australien geschlagen geben und gewann nicht nur gegen die Vertretung der Cookinseln, sondern auch die Mannschaft Neuseelands.
Wenig später heiratete Faleao ihren Jugendfreund, beide sind mittlerweile (Stand 2023) Eltern von drei Kindern.

## Einzelbelege
1. ↑  U17 Beach Handball Boys claim gold and Girls sliver at Oceania Champs (Memento vom 3. März 2019 im Internet Archive) (englisch)
2. ↑  Our beach handball team to Argentina 2018 (englisch)
3. ↑  Detaillierte Statistik der Olympischen Jugendspiele (Memento vom 15. Oktober 2018 im Internet Archive) (englisch)
4. ↑  Beach Handball - Oceania Qualifiers & Aust Champs 2019

| Personendaten    | Personendaten                                                              |
| ---------------- | -------------------------------------------------------------------------- |
| NAME             | Faleao, Roselyn                                                            |
| ALTERNATIVNAMEN  | Faleao, Roselyn Marie (vollständiger Name); Faleao-Mulitalo, Roselyn Marie |
| KURZBESCHREIBUNG | amerikanisch-samoanische Beachhandballspielerin                            |
| GEBURTSDATUM     | 11. Juli 2000                                                              |
| GEBURTSORT       | Pago Pago                                                                  |